# Akkaia pseudopolygoni
Akkaia pseudopolygoni är en insektsart som beskrevs av Qiao, Jiang och Ren 2006. Akkaia pseudopolygoni ingår i släktet Akkaia och familjen långrörsbladlöss. Inga underarter finns listade i Catalogue of Life.